# Johannes Hermanus Koekkoek

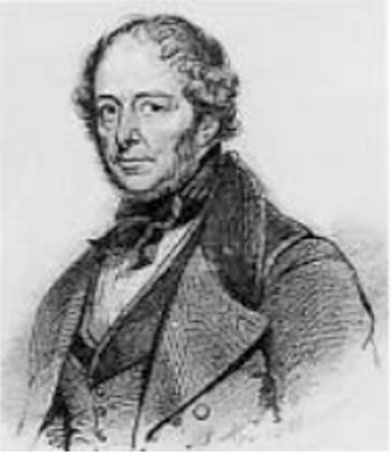
Johannes Hermanus Koekkoek, um 1810

Johannes Hermanus Koekkoek (* 17. August 1778 in Veere, Königreich der Niederlande; † 9. Januar 1851 in Amsterdam) war ein niederländischer Marinemaler und Stammvater der gleichnamigen Malerfamilie Koekkoek.

## Leben
Johannes Hermanus Koekkoek wurde in Veere auf Walcheren in Zeeland geboren. Um 1800 siedelte er nach Middelburg über und wurde Mitarbeiter in einer Tapetenfabrik. Zur selben Zeit war er ein Schüler der 1778 gegründeten „Middelburgse Teeken-Academie“, wo er nach Kupferstichen und Gipsabdrücken studierte. 1803 wurde ihm dort die Auszeichnung „Primus der Akademie in der Zeichenkunde und dem nackten, lebendigen Menschenbild“ zuerteilt. In der Tapetenwerkstatt von Thomas Gaal wurde auch Jakob Perkois, der sich als Maler ebenfalls einen Ruf erwarb, ausgebildet.
1826 zog Koekkoek nach Durgerdam nahe Amsterdam, wo er bis 1833 lebte. Die letzten Jahre seines Lebens verbrachte der Maler in Amsterdam, 1838 vorübergehend in Medemblik. In der Hauptstadt fand er viele Sammler und beteiligte sich ab 1810 an den jährlichen Salons. Aus seiner 1803 geschlossenen Ehe mit der aus Middelburg stammenden Anna van Koolwijk gingen eine Tochter – Anna Koekkoek (* 1812) – und vier Söhne hervor – Barend Cornelis Koekkoek, Marinus Adrianus Koekkoek der Ältere, Johannes Koekkoek und Hermanus Koekkoek der Ältere –, die im Atelier des Vaters den ersten Malunterricht erhielten und sich später alle der Malerei widmeten.

## Werke (Auswahl)
Arbeiten Koekkoeks befinden sich unter anderem in Ausstellungen in der Currier Gallery of Art (Manchester, New Hampshire), dem Museo Nacional de Bellas Artes (Buenos Aires), der Nationalgalerie Armeniens (Jerewan) und dem Norwich Museum (Norwich), der Russell-Cotes Art Gallery and Museum (Bournemouth), dem British Museum und dem National Maritime Museum (London) sowie dem Sheffield Galleries & Museums Trust (Sheffield).

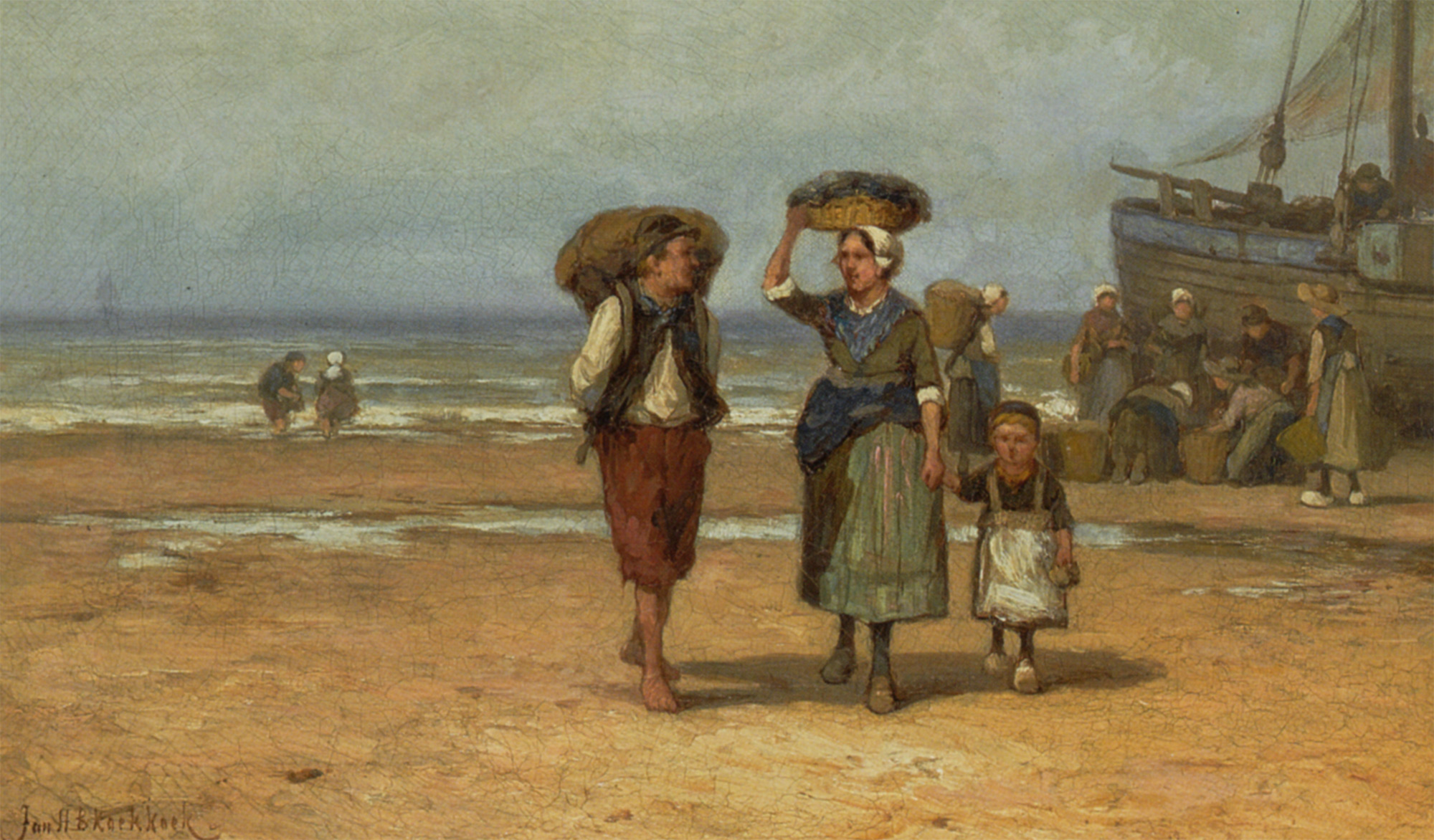
Entladen des Fangs
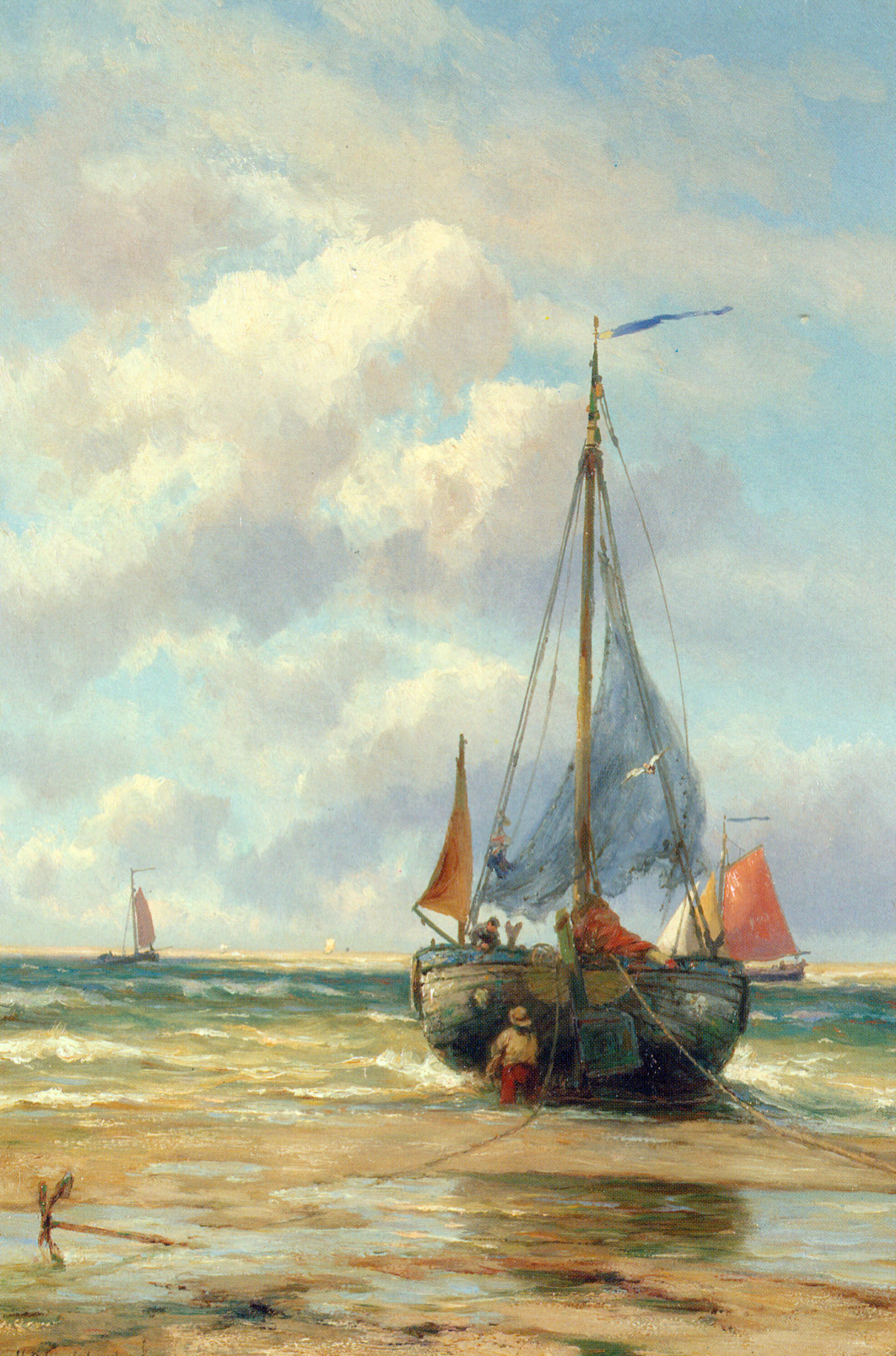
Fischerboot in der Brandung
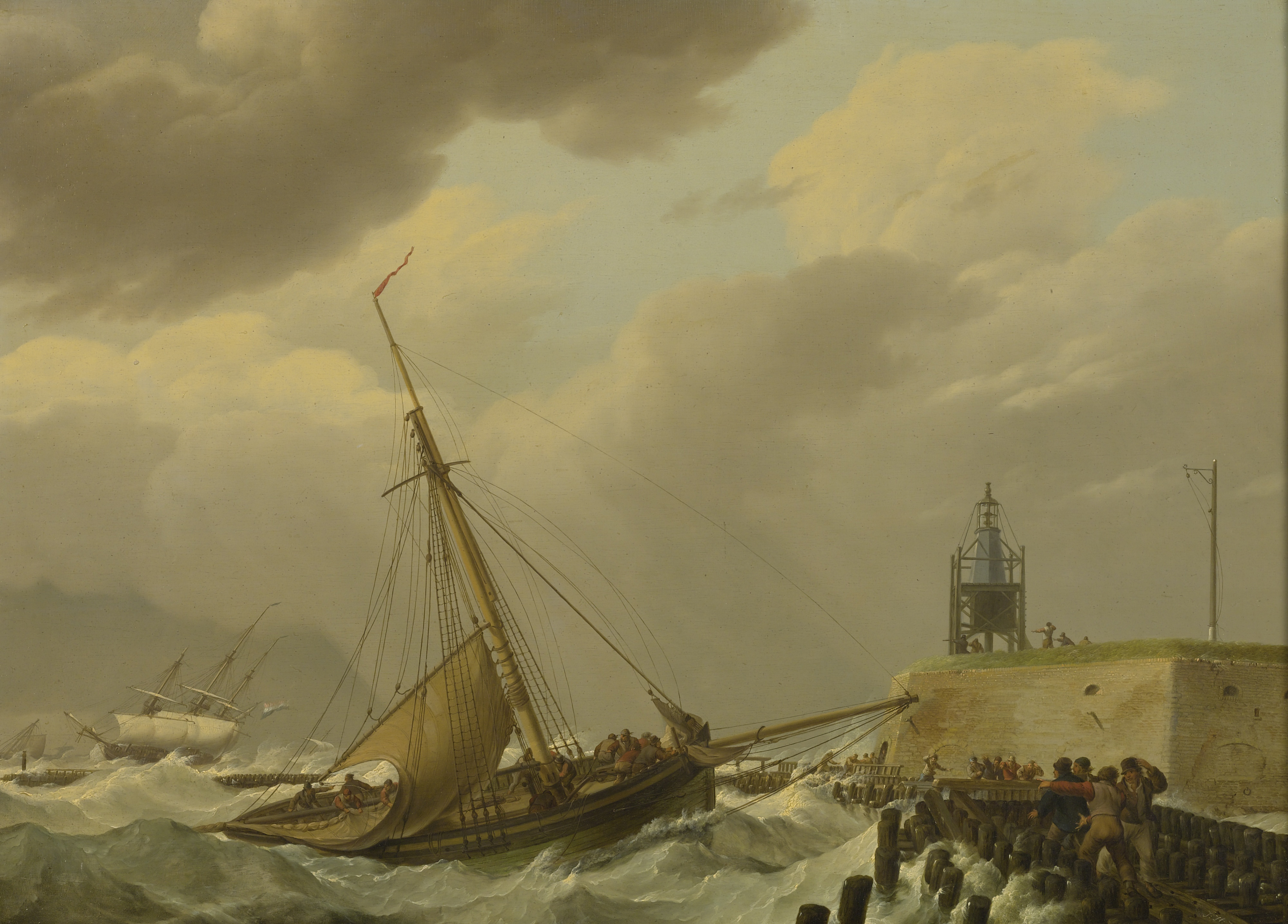
Schiffe auf stürmischer See, 1821
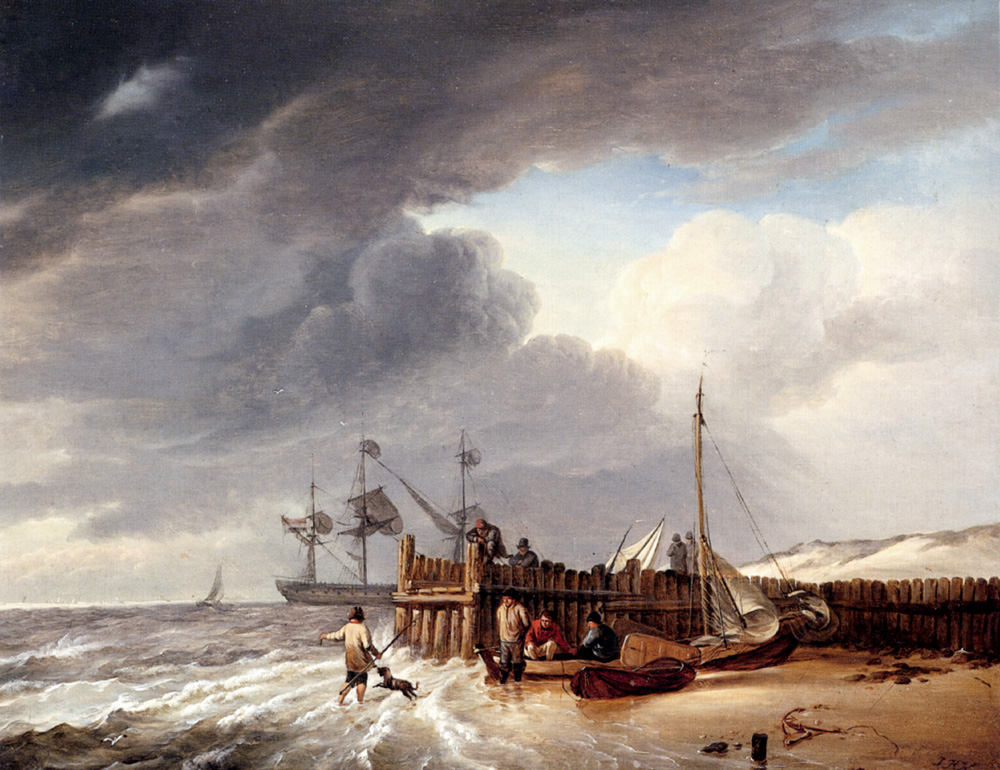
Am Strand, 1823
Segelschiffe vor der Küste, vor 1826
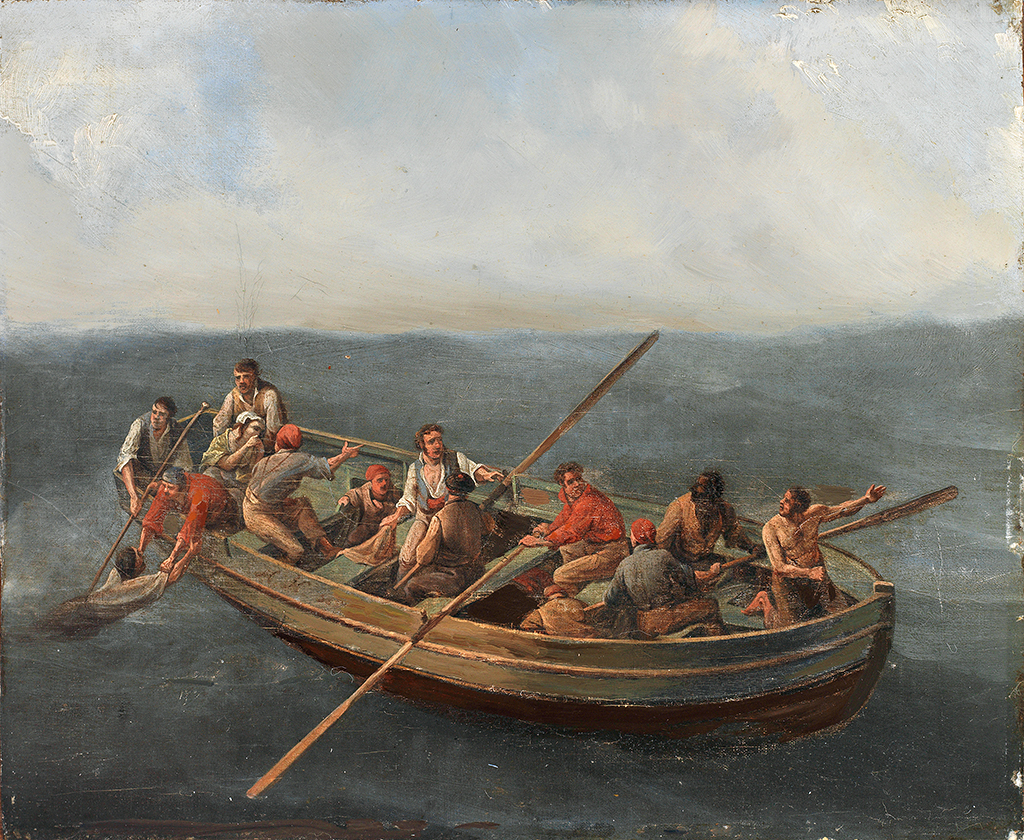
Rettung nach dem Schiffbruch , um 1851

## Ehrungen
- 1810: Mitglied der Gesellschaft „Arti Sacrum“, Rotterdam